# Sigirey
Sigirey (llamada oficialmente San Pedro de Sixirei) es una parroquia y una aldea española del municipio de Baralla, en la provincia de Lugo, Galicia.

## Organización territorial
La parroquia está formada por tres entidades de población:
- Sixirei
- Vilarello
- Vales (Os Vales)[5]

## Demografía

### Parroquia
| Gráfica de evolución demográfica de Sigirey (parroquia) entre 2000 y 2021 |
|                                                                           |
| Datos según el nomenclátor publicado por el INE.                          |

### Aldea
| Gráfica de evolución demográfica de Sixirei (aldea) entre 2000 y 2021 |
|                                                                       |
| Datos según el nomenclátor publicado por el INE.                      |